# 홍현걸
홍현걸(洪鉉杰, 1923년~1998년 11월 1일)은 대한민국의 작곡가이다. 서울대학교 작곡과를 졸업하고 1960년대부터 작곡가로 활동했다. 1960년대 대한민국의 대중 가요에서 7음계 음악인 이지 리스닝을 대중화시켰다는 평가를 받고 있다. 유명한 곡으로 〈녹슬은 기찻길〉, 〈꽃집 아가씨〉, 〈검은 고양이 네로〉 , 〈꿈길〉,  〈해 뜨는 집〉 등이 있다.

## 주요 작품
- 〈꽃집 아가씨〉: 꽃집에 있는 아름다운 여인의 모습을 주제로 한 노래이다. 지웅이 작사를 맡았으며 1969년에 봉봉 사중창단이 발표했다.
- 〈녹슬은 기찻길〉: 한반도의 분단으로 인하여 휴전선 근처에서 끊긴 경의선 철도의 종점을 주제로 한 노래이다. 김관현이 작사를 맡았으며 1976년에 나훈아가 발표했다.
- 〈검은 고양이 네로〉: 1969년 일본에서 미나가와 오사무가 이탈리아의 동요 〈검은 고양이가 갖고 싶었어〉를 번안해서 발표한 노래 〈검은 고양이 탱고〉를 편곡·번안한 노래이다. 1970년에 박혜령이 발표했으며 트리오 그룹인 터보 가 리메이크했다.